# Phrixocnemis truculentus
Phrixocnemis truculentus är en insektsart som beskrevs av Scudder, S.H. 1894. Phrixocnemis truculentus ingår i släktet Phrixocnemis och familjen grottvårtbitare. Inga underarter finns listade i Catalogue of Life.